# شهرستان الحیمه الخارجیه
ناحیهٔ الحیمة الخارجیة (به عربی: مدیریة الحیمة الخارجیة) یک ناحیه در یمن است که در استان صنعا واقع شده‌است.

## خصوصیات
ناحیهٔ الحیمة الخارجیة ۵۸٬۴۵۴ نفر جمعیت دارد.